# Réseau Hofstad
Le Réseau Hofstad (en néerlandais: Hofstadnetwerk ou Hofstadgroep, prononcé : [ˈɦɔfstɑtˌnɛtʋɛrk][ˈɦɔfstɑtˌnɛtʋɛrk] ou [ˈɦɔfstɑtˌxrup]) est le nom donné à un groupe composé principalement de jeunes néerlandais d'ascendance marocaine. Reconnu comme une organisation terroriste par Interpol, ce réseau fut principalement actif durant les années 2000. Son nom "Hofstad" serait à l'origine le nom de code utilisé par les services secrets néerlandais (AIVD) pour ce réseau. La plupart des membres actifs du groupe résidaient dans la périphérie de La Haye (surnommée "Hofstadt"), d'où le nom de "Hofstadgroep".
Le réseau était, durant ses années actives, en lien avec d'autres groupuscules terroristes internationaux, notamment en Espagne et en Belgique. Il a notamment entretenu des relations avec Abdeladim Akoudad, aussi connu comme Naoufel, l'un des suspects des attentats de Casablanca de 2003. Le groupe a été influencé par l'idéologie du Takfir wal-Hijra, un militant de l'émanation de l'Égyptien des frères Musulmans. Redouan al-Issar, aussi connu comme "Le Syrien", a été le présumé chef spirituel du groupe. Le groupe fut connu du grand public en 2004, lorsque l'un de ses membres Mohammed Bouyerie fut condamné à la prison à vie pour le meurtre du réalisateur Theo van Gogh. De plus, les services de sécurité néerlandais ont également déjoué un projet d'attentat à grande échelle contre le  parlement néerlandais et plusieurs objectifs stratégiques tels que l'aéroport national et un réacteur nucléaire. Samir Azzouz, principal instigateur de ce projet terroriste, fut condamné lui aussi à la prison à perpétuité à la suite du démantèlement de la cellule en 2004. Le groupe a également été soupçonné d'avoir planifié de tuer plusieurs membres du gouvernement et du parlement.

## Historique
Les services de renseignements néerlandais et ceux de la Sécurité AIVD ont dénommé en interne le groupe Réseau Hofstad à l'automne 2002. Le nom a d'abord été utilisé publiquement par le Bureau du Procureur le 10 novembre 2004, à la suite d'un raid de la police dans le Antheunisstraat à La Haye.
Le 14 octobre 2003, Samir Azzouz, Ismail Akhnikh, Jason Walters et Redouan al-Issar ont été mis en état d'arrestation en vue de la planification (selon l'AIVD) "attaque terroriste aux Pays-Bas", mais ont été libérés peu de temps après. Azzouz a finalement été jugé dans cette affaire, mais a été acquitté pour manque de preuves en 2005: il possédait ce qu'il croyait être une bombe artisanale, mais après avoir utilisé le mauvais type d'engrais, l'appareil n'aurait jamais explosé.
Peu de temps après le meurtre de Theo van Gogh par Mohammed Bouyerie, en novembre 2004, l'organisation a attiré l'attention des médias nationaux lors d'une tentative d'arrestation de membres présumés Jason Walters et Ismail Akhnikh Led à 14 heures de siège d'une maison à La Haye. C'est au cours de ces événements que le nom Hofstad Réseau est devenu public et dès lors, les médias ont utilisé ce nom pour désigner l'organisation. Dans les mois après le siège, un certain nombre d'autres membres présumés de l'organisation ont été arrêtés. Le 5 décembre 2005 commence le procès de 14 membres présumés du groupe terroriste,.
Le 10 mars, le tribunal a condamné neuf des 14 suspects d'être membre d'une organisation terroriste criminelle. Les cinq autres membres présumés ont été acquittés de cette charge.
Dans l'intervalle, Samir Azzouz, Jermaine Walters—soupçonné, mais ne sont pas incarcérés et un autre de 5 membres ont été arrêtés, soupçonnés de préparer un attentat contre (encore sans nom), les politiciens nationaux et la construction de l'Intelligence en Général et de l'Agence de Sécurité de l'AIVD, le 14 octobre 2005. Dans ce cas, Nouredine el Fahtni est également un suspect.
Le 1er décembre 2005, Samir Azzouz a été condamné à neuf ans de prison.

## Procès
Le 10 mars 2006, le tribunal de Rotterdam, la dépendance de La Haye, de réunion, de la protection de salle d'audience dans Amsterdam-Osdorp mettre en avant les verdicts suivants,:
- Jason Walters – 15 ans d'emprisonnement, sorti en Mai 2013
- Ismail Akhnikh – 13 ans d'emprisonnement
- Nouriddin El Fahtni – 5 ans d'emprisonnement
- Yousef Ettoumi – 1 an
- Zine Labidine Aourghe – 18 mois
- Mohamed Fahmi Boughabe – 18 mois
- Mohamed el Morabit – 2 ans
- Ahmed Hamdi – 2 ans

Mohammed Bouyerie était déjà en train de purger une peine de prison à vie à l'époque et ne pouvait pas encore être puni.
Jermaine Walters a été disculpé des menaces faite à l'encontre de l'ancienne Parlementaire néerlandaise Hirsi Ali.
Jermaine Walters, Nadir Adarraf, Rachid Belkacem, Mohamed El Bousklaoui et Zakaria Taybi ont été libérés.

### Second procès
Le 23 janvier 2008, la cour d'appel de La Haye a acquitté sept suspects d'appartenance à un groupe terroriste, et en condamne deux autres pour résistance violente à leur arrestation. Certaines condamnations de première instance sont cependant maintenues,,,.
- Jason Walters – 15 ans d'emprisonnement, sorti en Mai 2013
- Ismail Akhnikh – 15 mois d'emprisonnement
- Nouriddin El Fahtni – acquitté
- Yousef Ettoumi – acquitté
- Zine Labidine Aourghe – 18 mois
- Mohamed Fahmi Boughabe – acquitté
- Mohamed el Morabit – acquitté
- Ahmed Hamdi – acquitté

## Membres
- Mohammed Bouyeri,

Né en 1978, le leader présumé du groupe, condamné à une peine de prison à vie sans possibilité de libération conditionnelle pour le meurtre du cinéaste hollandais Theo van Gogh.
- Redouan al-Issar, a.k.a. "Le Syrien", un.k.un. cheikh Abou Khaled

Né entre 1955 et 1965, suspecté d'être le chef spirituel du groupe, actuellement recherché par les autorités néerlandaises pour son rôle dans le réseau; peut-être incarcérés en Syrie.
- Samir Azzouz

Né en 1986; jugé et acquitté de la planification d'attaques terroristes en 2004; à l'heure actuelle également un suspect dans une affaire de terrorisme, en collaboration avec Nouredine el Fahtni. Condamné à 9 ans de prison.
- Jason Walters, un.k.un. Abou Mujahied Amriki

Né en 1985, frère de "Jermaine Walters", il a jeté une grenade à main, lorsque la police a tenté de l'arrêter en compagnie de Ismail Akhnikh, causant un siège de 14 heures de leur maison à La Haye en novembre 2004. Condamné à 15 ans d'emprisonnement. La cour d'appel a confirmé le verdict.
- Ismail Akhnikh, une.k.un. Suhaib

Né en 1983; arrêté avec Jason Walters à la suite du siège de leurs maisons à La Haye. Condamné à 13 ans d'emprisonnement.
- Mohamed Fahmi Boughabe, a.k.a. Abu Mussab
- Nouredine el Fahtni,

Au moment de son arrestation il porte une mitrailleuse chargé, soupçonnés d'être au point d'assassiner les politiciens Geert Wilders et/ou Ayaan Hirsi Ali; arrêté à l'été 2004 sur des soupçons de complot en vue d'une attaque sur le premier ministre de l'époque Barroso; actuellement également un suspect dans une affaire de terrorisme, en collaboration avec Samir Azzouz. Condamné à 5 ans de prison, a été acquitté par la cour d'appel.
- Jermaine Walters

Né en 1986; le frère de Jason, il a été acquitté.
- Yousef Ettoumi, surnommé "Semi" et "Bommetje" (petite bombe). Condamné à un an de prison, a été acquitté par la cour d'appel.
- Ahmed Hamdi, condamné à 2 ans de prison, a été acquitté par la cour d'appel.
- Zine Labidine Aourghe, condamné à 18 mois d'emprisonnement, la cour d'appel a confirmé le verdict.
- Mohamed el Morabit, condamné à 2 ans de prison, a été acquitté par la cour d'appel.
- Nadir Adarraf, acquitté
- Zakaria Taybi, acquitté
- Rashid Boussana
- Mohamed el Bousklaoui, acquitté
- Racid Belkacem, acquitté
- Mohamed Boughaba, condamné à 18 mois d'emprisonnement, a été acquitté par la cour d'appel.

## VARA
Le 18 mai 2006, un groupe de quatre jeunes hommes livrent des fleurs à la VARA, qui est le radiodiffuseur public néerlandais.
Les fleurs sont accompagnées d'une carte de remerciement, "Salutations, du réseau Hofstad", qui fait suite à un documentaire diffusé la semaine précédente, sur le passé de demandeur d'asile de Ayaan Hirsi Ali.
Jermaine Walters a dit être l'un de ces hommes.

### Documentaires néerlandais
- Netwerk: grenade à main, prétendument fournies par les hollandais Service de Sécurité de l'AIVD
- Nova: AIVD a retenu l'information de l'Équipe Swat
- KRO Journaliste: Qui a jeté la grenade à main ?
- KRO Journaliste: les Taupes et les Martyrs